# Automolis hecqi
Automolis hecqi är en fjärilsart som beskrevs av Sergius G. Kiriakoff 1959. Automolis hecqi ingår i släktet Automolis och familjen björnspinnare. Inga underarter finns listade i Catalogue of Life.